# 胡炳文
胡炳文，中华人民共和国政治人物、全国脱贫攻坚先进个人。

## 生平
胡炳文任剑河县扶贫开发办公室主任。因在脱贫攻坚战中作出突出贡献，2021年2月25日全国脱贫攻坚总结表彰大会上，胡炳文被授予“全国脱贫攻坚先进个人”。